# Sikkim National Congress
Sikkim National Congress, politiskt parti i Sikkim. SNC bildades 1960 som en sammanslagning av Swatantra Dal, Rajya Praja Sammelan och utbrytare ur dåtidens dominerande partier, Sikkim State Congress och Sikkim National Party. Kazi Lendup Dorjee var ledare för SNC från starten.
SNC bildades för att vara ett parti för alla etniska grupper i Sikkim, då de tidigare dominerande partierna de facto var uppdelade efter etnisk tillhörighet. SNC var motståndare till monarken i Sikkim och arbetade för demokratiska reformer.
I april 1973 gick Sikkim Janata Congress samman med SNC. 
1974 fick Sikkim sin första folkvalda regering. I de första valen efter monarkins fall van det förenade kongresspartiet 31 av 32 mandat.
Efter Sikkims inträde i Indien 1975 gick Dorjees kongress samman med Kongresspartiet.